# Chaetocrania antennalis
Chaetocrania antennalis är en tvåvingeart som först beskrevs av Daniel William Coquillett 1897.  Chaetocrania antennalis ingår i släktet Chaetocrania och familjen parasitflugor. Inga underarter finns listade i Catalogue of Life.